# Saint-Beaulize
Saint-Beaulize är en kommun i departementet Aveyron i regionen Occitanien i södra Frankrike. Kommunen ligger  i kantonen Cornus som ligger i arrondissementet Millau. År 2022 hade Saint-Beaulize 100 invånare.

## Befolkningsutveckling
Antalet invånare i kommunen Saint-Beaulize
Referens: INSEE